# Robert Greene (Schriftsteller, 1558)
Robert Greene (* 8. Juli 1558 in Norwich; † 3. September 1592 in London) war ein englischer Schriftsteller.
Über Greenes Kindheit und Jugend ist recht wenig bekannt. Er studierte die Künste (artes) an den Universitäten Cambridge (1575 bachelor) und Oxford (master of arts). Nach der erfolgreichen Beendigung seines Studiums unternahm er eine ausgedehnte Kavalierstour, in der er Frankreich, Italien und die Schweiz bereiste.
1585 heiratete er, verließ aber seine Frau zugunsten eines freien Schriftstellerlebens in London. Im Alter von 34 Jahren starb Robert Greene am 3. September 1592 in London. Berüchtigt für sein ausschweifendes und zügelloses Leben sei er laut den Worten seines Schriftsteller-Kollegen Gabriel Harvey anlässlich eines Abendessens betrunken an einem Hering erstickt.
Obwohl Greenes literarisches Werk immer wieder neu aufgelegt oder inszeniert wurde, hat eigentlich nur sein Pandosto (1588) überdauert. Dieses Werk diente William Shakespeare als Vorlage für sein Wintermärchen. Er lebte von der Schriftstellerei und schrieb zahlreiche Pamphlete und Bücher in der Hoffnung, dem Interesse des Publikums entgegenzukommen, so ein Traktat über Falschspieler (The art of conny-catching 1591, 1592), fünf Theaterstücke und ein Geschichtsbuch The Scottish History of James IV.
Sein bitterer Spott auf den nicht akademisch gebildeten Emporkömmling Shakespeare in A groatworth of wit (1592) (an upstart crow, beautified with our feathers) ist eine der wenigen Erwähnungen von Shakespeare durch Zeitgenossen und wird gern als Beweis zitiert, dass dieser schon damals begann die Theaterszene zu erschüttern.

## Werke (Auswahl)
- Alphonsus (1587)
- Arbasto (1584)
- Conny-catching tracts (1591)
- Farewell to folly (1591)
- Friar Bacon and Friar Bungay (1590) (Theaterstück)
- A groatsworth of wit bought with a million of repentance (1592)
- Gwydonius (1584)
- It’s never too late to mend (1590)
- James IV. (um 1591)
- Mamilia (1583)
- Menaphon (1589)
- Mirror of modesty (1584)
- Orlando furioso (um 1591)
- Pandosto or Dorastus and Fawnia (1588)
- Perimedes (1589)
- A quip for an upstart courtier (1592)